# Ursula McConnel
Ursula Hope McConnel (* 27. Oktober 1888 in Cressbrook bei Toogoolawah; † 6. November 1957 in Kelvin Grove) war eine australische Anthropologin und Ethnographin, die sich auf die Wik Mungkan auf der Kap-York-Halbinsel spezialisiert hatte. Ihre Arbeiten über die Aborigines gelten bis heute als wegweisend. Systematisch dokumentierte und beschrieb sie die Kultur, den Glauben und die Lebensweise der Aborigines.

## Leben
Geboren wurde McConnel auf der Farm „Cressbrook“ bei Toogoolawah im australischen Bundesstaat Queensland als achtes von zehn Kindern des Viehzüchters James Henry McConnel und dessen Frau Mary Elizabeth McConnel. Sie besuchte die Brisbane High School for Girls und die New England Girls’ School in Armidale. Ursula McConnell wurde als unerschrocken, unabhängig und neugierig beschrieben mit einer großen Leidenschaft für Musik und Sprachen. Einen nicht unwesentlichen Einfluss hatte ihr Schwager, der Psychologe Elton Mayo, bei dem sie zeitweise auch studierte.
Im Alter von 17 bis 19 Jahren besuchte sie Kurse in Geschichte, Politik, Literatur und Musik am King’s College London.  Anschließend studierte sie Philosophie und Psychologie an der University of Queensland. 1923 begann sie eine Promotion in Anthropologie am University College London, ging aber 1927 nach Australien zurück, ohne die Dissertation vollendet zu haben. Unter Alfred Radcliffe-Brown von der University of Sydney  begann sie mit einer ethnographischen Forschungsarbeit zu den Wik Mungkan.
Zwischen 1927 und 1934 unternahm Ursula McConnel zur Feldforschung fünf Reisen auf die Halbinsel und veröffentlichte zahlreiche Artikel und das Buch Myths of the Munkan über die Wik Mungkan im Speziellen und die Aborigines der Halbinsel im Allgemeinen. Mit einem Stipendium der Rockefeller Foundation arbeitete sie von 1931 bis 1933 unter Edward Sapir an der Yale University in den Vereinigten Staaten.
Mit der Einreichung ihrer Publikationen versuchte sie am University College in London eine Promotion in Anthropologie zu erhalten, scheiterte aber.

## Schriften
- The Wik-munkan tribe of Cape York Peninsula. In: Oceania. 1930, 1930, 1934; Jahrgang 1, no.1, no.2, v.4, no.3; [97]-104, [181]-205, [310]-367
- Wikmunkan people of Gulf of Carpentaria. 2., 3., 4., 7., 8., 9., 11., 12. Mai 1928
- The Rainbow-serpent in North Queensland. 1930
- A moon legend from the Bloomfield River, North Queensland. 1931
- The Symbol in legend. 1933
- Material culture and ceremonies at North-West Cape York. 1927/28, 1934
- Legends and ritual: A.N.Z.A.A.S., Melbourne, 1935
- Junior marriage systems : comparative survey. 1935
- Myths of the Wikmunkan and Wiknatara Tribes: Bonefish and Bullroarer Totems. In: Oceania Vol. 6, No. 1 (Sep., 1935), pp. 66–93
- Totemic hero-cults in Cape York Peninsula, North Queensland. 1936
- Mourning ritual among the tribes of Cape York Peninsula. 1937
- Illustration of the myth of Shiveri and Nyunggu. 1937
- Social organization of tribes of Cape York Peninsula. In: Oceania, 1939, 1940; X, Nr. 1, Nr. 4; S. 54–72, 434–455
- Wikmunkan phonetics. In: Oceania. XV, Nr. 4, Juni 1945, S. 353–375
- Native arts and industries on the Archer, Kendall, and Holroyd rivers, Cape York Peninsula, North Queensland The Hassell Press, 1953
- Myths of the Mungkan Melbourne University Press, Melbourne 1957